# Liste der Regimenter des obersächsischen Reichskreises
Der obersächsische Reichskreis bestand im Wesentlichen aus ostelbischen Gebieten des Heiligen Römischen Reiches und wurde von den beiden Kurfürstentümern Brandenburg und Sachsen dominiert.
„von 1555“ usw. Nummerierung nach Tessin | * Gründung | † Auflösung | > Verbleib | = Doppelfunktion als stehendes Regiment eines Reichsstandes

## Infanterieregimenter
- Obersächsisches Kreis-Infanterieregiment von 1623/3 – Hillebrandt Kracht *1623†
- Obersächsisches Kreis-Infanterieregiment von 1623/4 – Dietrich von Starschedel *1623† > Kursächsisches Infanterieregiment von 1623/2 – (Kursachsen)
- Obersächsisches Kreis-Infanterieregiment von 1664/2 – Wolf Albrecht von Weidenbach *1664†
- Obersächsisches Kreis-Infanterieregiment von 1674/2 – Prinz Christian *1674 - 1680†

## Kavallerieregimenter
- Obersächsisches Kreis-Kavallerieregiment von 1595 – Levin Geusa *1595†
- Obersächsisches Kreis-Kavallerieregiment von 1595 – Heyne Pfuel *1595†
- Obersächsisches Kreis-Kavallerieregiment von 1596 – Bernhard von Anhalt *1596†
- Obersächsisches Kreis-Kavallerieregiment von 1597 – Krinetzky *1597†
- Obersächsisches Kreis-Kavallerieregiment von 1598 – Georg Rudolf Marschalk *1598 - 1598 Osterhausen – 1598†
- Obersächsisches Kreis-Kavallerieregiment von 1623/2 – Wolfgang von Mansfeld *1623† > Kursächsisches Kavallerieregiment von 1623/1 (Kursachsen)
- Obersächsisches Kreis-Kavallerieregiment von 1664/1 – Caspar Heinrich Stange *1664†
- Obersächsisches Kreis-Kavallerieregiment von 1674/1 – Herzog Moritz *1664 - 1680†